# (499514) 2010 OO127
(499514) 2010 OO127 ist ein großes transneptunisches Objekt im Kuipergürtel, welches bahndynamisch als Cubewano oder als Scattered disc object eingestuft wird. Aufgrund seiner Größe ist der Asteroid ein Zwergplanetenkandidat.

## Entdeckung
2010 OO127 wurde am 31. Juli 2010 von einem Astronomenteam, bestehend aus B. Gibson, T. Goggia, N. Primak, A. Schultz und M. Willman, mit dem 1,8-m-Pan-STARRS-Teleskop (PS1) am Haleakalā-Observatorium (Maui) entdeckt. Die Entdeckung wurde am 26. Juli 2016 bekanntgegeben.
Der Beobachtungsbogen des Asteroiden beginnt mit der offiziellen Entdeckungsbeobachtung im Juli 2010. Im Oktober 2017 lagen insgesamt 37 Beobachtungen über einen Zeitraum von 7 Jahren vor. Die bisher letzte Beobachtung wurde im Juli 2017 am Farpoint-Observatorium durchgeführt. (Stand 6. Februar 2019)

## Eigenschaften

### Umlaufbahn
2010 OO127 umkreist die Sonne in 275,07 Jahren auf einer leicht elliptischen Umlaufbahn zwischen 36,92 AE und 47,67 AE Abstand zu deren Zentrum. Die Bahnexzentrizität beträgt 0,127, die Bahn ist 25,92° gegenüber der Ekliptik geneigt. Derzeit ist der Planetoid 45,30 AE von der Sonne bzw. 46,14 AE von der Erde entfernt. Das Perihel durchläuft er das nächste Mal 2109, der letzte Periheldurchlauf dürfte also im Jahre 1834 erfolgt sein.
Marc Buie (DES) stuft den Planetoiden als SDO ein, während das Minor Planet Center ihn als Nicht-SDO und allgemein als «Distant Object» einordnet. Das Johnston’s Archive führt es dagegen als Cubewano auf, wobei es zu den bahndynamisch «heißen» klassischen KBO gehören würde.

### Größe und Rotation
Derzeit wird von einem Durchmesser von etwa 501 km ausgegangen, basierend auf einem Rückstrahlvermögen von 7 % und einer absoluten Helligkeit von 5,0 m. Die scheinbare Helligkeit von 2010 OO127 beträgt 21,39 m.
Da anzunehmen ist, dass sich 2010 OO127 aufgrund seiner Größe im hydrostatischen Gleichgewicht befindet und somit weitgehend rund sein muss, sollte er die Kriterien für eine Einstufung als Zwergplanet erfüllen. Mike Brown geht davon aus, dass es sich bei 2010 OO127 um wahrscheinlich einen Zwergplaneten handelt.
| Jahr                                         | Abmessungen km | Quelle   |
| -------------------------------------------- | -------------- | -------- |
| 2018                                         | 533,0          | Johnston |
| 2018                                         | 501,0          | Brown    |
| Die präziseste Bestimmung ist fett markiert. |                |          |